# 을음 (백제)
을음(乙音, ?~23년)은 백제의 왕족 출신의 관료이다.

## 생애
온조왕의 재종숙부인 그는 기원전 17년 음력 3월, 우보에 임명되어 군사관련 일을 맡았다.